# Øystein Wormdal
Øystein Wormdal (8 settembre 1951) è un ex calciatore norvegese, di ruolo difensore.

## Carriera

### Club
Wormdal si trasferì dall'Orkdal al Rosenborg nel 1971. Esordì con questa maglia il 5 settembre dello stesso anno, in una sfida contro il Frigg. L'ultima partita giocata per il Rosenborg fu datata 12 agosto 1984, in occasione di una partita contro il Viking. In quest'ultima stagione, fu tormentato dagli infortuni e l'allenatore Bjørn Hansen scelse di non puntare su di lui per il campionato 1985. Hansen fu criticato dall'opinione pubblica per questa decisione e tornò allora sui suoi passi, offrendo un contratto a Wormdal: il calciatore rifiutò però la proposta.

### Nazionale
Wormdal conta 5 presenze per la Norvegia. Esordì il 23 maggio 1974, quando fu schierato titolare nella sconfitta per 1-0 contro la Germania Est.